# Abraham Nicolas Amelot de La Houssaye
Abraham Nicolas Amelot de la Houssaye (Orleans, febrero de 1634 - París, 8 de diciembre de 1706) fue un publicista e historiador francés. 

## Biografía
Pocos datos han trascendido de su biografía. Fue secretario de la embajada francesa en la República de Venecia. En su Histoire du gouvernement de Venise, explicaba y más bien criticaba la administración de ese estado y exponía las causas de su decadencia. La obra fue impresa por la imprenta real y dedicada a Louvois, lo que evidencia que el gobierno no la desaprobaba. La obra desapareció en 1676, lo que provocó enojó al embajador de Venecia, Giustiniani. Enviaron al autor a la Bastilla, donde estuvo, empero, sólo 6 semanas {Archives de la Bastille, vol. viii. pp. 93 and 94). 
Una segunda edición con suplemento se publicó inmediatamente después, lo que incitó protestas y la edición fue sobreseída. Esto dio al libro una publicidad extraordinaria y se publicaron 22 ediciones en tres años amén de traducirse a varias lenguas. Amelot publicó en 1683 una traducción de Concilio de Trento de Fra Paolo Sarpi. Esta obra y algunas notas del traductor ofendieron sensiblemente a los abogados de la ilimitada autoridad papal y se presentaron 3 escritos para su supresión. Con el pseudónimo de La Motte Josseval, Amelot publicó luego Discours politique sur Tacite, donde analiza el personaje de Tiberio.